# Barbara König (spisovatelka)
Barbara König (česky také Barbara Königová, 9. října 1925 Liberec – 22. října 2011 Dießen am Ammersee, Bavorsko), byla německá spisovatelka, rozhlasová dramatička a scenáristka.

## Život
Barbara Königová byla německo-česko-maďarského původu a vyrůstala v dvojjazyčném prostředí v Liberci, kde dokončila maturitu. Když se zamilovala do ukrajinského lékaře, který se měl naučit německy, byla v letech 1944/45 umístěna gestapem na šest měsíců do „ochranné vazby“. Po skončení války se jí podařilo uprchnout do Bavorska. V letech 1947 až 1950 pracovala jako novinářka pro německou tiskovou agenturu a pro Die Neue Zeitung. V roce 1949 se stala členkou Gruppe 47, kterou inicioval Hans Werner Richter.V tomto vlivném literárním okruhu bylo jen několik žen, například Ilse Aichinger a Ingeborg Bachmann. Do Spojených států amerických, kde začala studovat novinovou vědu a tvůrčí psaní, přišla v roce 1950 na stipendium, V letech 1951 až 1953 byla redaktorkou časopisu „Kontakt“.
Od roku 1958 byl „spisovatelkou na volné noze“. V roce 1975 byla hostující profesorkou na University of Texas. Byla členkou PEN centra Spolkové republiky Německo, také členkou Akademie der Wissenschaften und der Literatur, česky: Akademie věd a literatury (1981–1984 místopředsedkyně), Bayerische Akademie der Schönen Künste ( česky: Bavorské akademie výtvarných umění) a Sudetendeutsche Akademie der Wissenschaften und Künste (česky: Sudetoněmecká akademie věd a umění). Naposledy žila v Dießen am Ammersee

## Literární tvorba
Barbara Königová psala rozhlasové hry, eseje a výpravnou prózu. Její nejznámější romány jsou Die Personenperson a Schöner Tag, dieser 13.
Román Die Personenperson je považován za významné a přesvědčivé dílo, které autorku velmi proslavilo, vyneslo jí dvě ceny; román recenzovali mimo jiné Karl Krolow a Heinrich Vormweg. V této knize se hlavní hrdinka odráží v mnoha dalších postavách jako varianty svého já a jako mnohonásobná osobnost odhaluje ve svých příbězích skutečný charakter hlavní hrdinky – ženy, která usiluje o svou emancipaci. To je popsáno zábavným a poetickým způsobem.
Její román Schöner Tag, dieser 13 z roku 1973 také popisuje proces sebeobjevování. Vypravěčka v první osobě, autorka, pomocí deníkových záznamů popisuje své manželství, jeho selhání a lásku k jiným mužům. Bez peněz se snaží přežít v Paříži, kde se setkává s Günterem Grassem a Paulem Celanem – je to velmi autobiografická kniha, která podává zprávu o jejích pokusech psát a snaze najít jasno v sobě samé.

### Dílo

#### Knihy (výběr)
- Das Kind und sein Schatten. Erzählung. Hanser, München 1958 (1984 als Ullstein Tb. 26103. ISBN 978-3548261034)
- Kies. Roman. Hanser, München 1961 (1980 als Ullstein-Tb. Nr. 26029. ISBN 3-548-26029-2)[pozn. 2]
- Die Personenperson. Roman. Hanser, München 1965 (zuletzt: DTV, München 2003. ISBN 3-423-13036-9)[pozn. 3]
- Spielerei bei Tage. Erzählungen. Hanser, München 1969
- Schöner Tag, dieser 13. Ein Liebesroman. Hanser, München 1973. ISBN 3-446-11719-9

- Der Beschenkte. Roman. Hanser, München und Wien 1980. ISBN 3-446-12839-5[pozn. 4]

#### Rozhlasové hry
- Abschied von Olga (1969)
- Böhmische Gänse (1970)
- Ich bin ganz Ohr (1971)
- Dreimal Zeit (1973)
- Ich und ihr, die ich mal war (1976)

#### Filmy
- 1969: Abschied von Olga (televizní film)
- 1979: Die Magermilchbande (TV seriál, dvě epizody)

## Ocenění (výběr)
1994: Záslužný kříž na stuze Spolkové republiky Německo
2005: Bavorský řád za zásluhy